# محاصر
محاصر هو فيلم درامي للبقاء على قيد الحياة باللغة الهندية لعام 2016 من إخراج فيكراماديتيا موتواني، الذي شارك في إنتاجه مع أنوراج كاشياب، وفيكاس باهل، ومادهو مانتينا فارما تحت راية أفلام فانتوم. حاصر بطل الفيلم راجكومار راو مثل شوريا، موظف اتصال في غرفة شقته دون طعام، أو ماء، أو كهرباء. وجيتانجالي ثابا في دور نوري، صديقة الموظف.
ألفت الوكاناندا داسغوبتا موسيقى الفيلم وخلفيته، مع كلمات راجيشواري داسغوبتا. كان سيدهارث ديوان هو المصور السينمائي، ونيتين بيد هو المحرر. جاءت فكرة الفيلم من موتواني من رسالة بريد إلكتروني من الكاتب أميت جوشي. أحب الفكرة وطلب من جوشي إرسال نص كامل، الذي حصل عليه بعد شهر. أعاد كتابة النص لاحقًا جوشي وهارديك ميهتا اللذان حولا الصفحات المكونة من 130 صفحة إلى 40 صفحة. صور الفيلم على مدار 20 يومًا، صور أساسًا في شقة في برابهاديفي، مومباي.
عرض الفيلم للمرة الأولى في 26 أكتوبر 2016 في مهرجان مومباي السينمائي، إذ تلقى ترحيبًا حارًا. صدر في دور العرض في 17 مارس بمراجعات إيجابية من النقاد، الذين أشادوا بمفهوم الفيلم وأداء راو. حقق ما مجموعه 28.5 مليون روبية (400,000 دولار أمريكي) في شباك التذاكر. حصل الفيلم على العديد من الجوائز متضمنةً جائزة النقاد لأفضل ممثل لراو، وأفضل تصميم صوتي لأنيش جون، وجائزة أفضل مونتاج لنيتين بيد، في حفل توزيع جوائز فيلمفير الثالث والستين.

## مؤامرة
يخطط شوريا، موظف في مركز الاتصال، للهروب والزواج من صديقته نوري، قبل يوم من زواج نوري من شخص آخر. يعيش شوريا في منزل عازب، لذلك يخطط للانتقال إلى شقة جديدة تتلاءم من عروسه الجديدة. في عجلة من أمرة للعثور على سكن ميسور التكلفة، انتهى به المطاف بالانتقال إلى سوارج، وهو مجمع سكني جديد شاهق، فارغ بسبب مشكلات البناء والقضايا القانونية. الحارس الوحيد المتمركز في المبنى غير مدرك أن شوريا قد انتقلت، ولا يعرف نوري عنوان شوريا الجديد.
في صباح اليوم التالي، أقفل شوريا بالخطأ داخل الشقة. يقوم ببعض المحاولات الأولية لفتح القفل لكنه يفشل. الشقة بها خلل في الأسلاك ما يؤدي إلى تعطل الدائرة وتركه دون كهرباء. نفدت طاقة بطارية هاتفه قبل أن يتمكن من طلب المساعدة. شوريا، المنفصل تمامًا عن العالم الخارجي، يكافح للبقاء من دون طعام، أو ماء، أو كهرباء. بمرور الأيام، يزداد خوفه من الأماكن المغلقة، تصبح محاولاته للهروب أكثر يأسًا. في مرحلة ما، استخدم دمه لتتبع كلمة «مساعدة» مع تفاصيل عنوانه على الورق المقوى، الذي يقع على شرفة منزل قريب. يسأل ساكن المنزل الحارس الغافل عن ذلك، الذي يدعي أن المبنى فارغ. بدأ بتردد يحاول الصعود للمساعدة لكنه سرعان ما يستسلم.
في حاجة ماسة للطعام، يلجأ شوريا إلى أكل الصراصير، والنمل، والحمام ويبدأ أيضًا بالتحدث مع الفئران من أجل الشراكة، مما يريحه، تمطر بغزارة بعد بضعة أيام، يجمع شوريا أكبر قدر ممكن من الماء في حاويات فارغة. تمكن من البقاء على قيد الحياة مدة أسبوع تقريبًا، تدهورت صحته بسبب الجوع، والجفاف، والعزلة. في محاولة أخيرة بائسة للهروب، يبدأ شوريا في قطع بوابة الشرفة بصفائح معدنية، ينجح في النهاية. يتسلق خمسة طوابق، وكاد يسقط عدة مرات بسبب الإرهاق، قبل أن يتمكن من الوصول إلى طابق لا يحتوي على بوابات شرفة ويهرب في النهاية من المبنى. فقد الوعي بسبب الضعف والإرهاق، فأسرع إلى المستشفى. بعد أسبوع، زارته نوري، وكشفت أنها متزوجة الآن منذ أن اعتقدت أنه تخلى عنها. يحاول شوريا، الحزين والمصدوم بسبب الحادث، العودة إلى حياته الطبيعية، لكنه محطم لرؤية أن أصدقاءه وزملاءه لم يلاحظوا غيابه، لأن كل منهم مشغول بحياته الخاصة.